# بدر نجم
بدر نجم (انگلیسی: Bader Najem؛ زادهٔ ۲۰ اوت ۱۹۸۰) بازیکن فوتبال اهل کویت بود.
از باشگاه‌هایی که در آن بازی کرده‌است می‌توان به باشگاه ورزشی القادسیه کویت اشاره کرد.
وی همچنین در تیم‌های ملی فوتبال کویت و بحرین بازی کرده‌است.